# هکتور سرواداک
«هکتور سرواداک» (فرانسوی: Hector Servadac‎) که با نام "مسافران ستاره دنباله دار گالیا" توسط سلماز بهگام به صورت متن کامل ترجمه شده است و در گذشته نیز  با عنوان در سیارات چه می‌گذرد ترجمه عنایت الله شکیباپور به چاپ رسیده است، نام رمانی علمی-تخیلی از نویسنده محبوب فرانسوی، ژول ورن می‌باشد. ژول ورن این رمان را در سال ۱۸۷۷ به تحریر درآورد که توسط انتشارات پیر-ژول اتزل منتشر شد. این رمان با نام Off on a Comet (سوار بر ستاره دنباله دار) به انگلیسی ترجمه شده‌است.